# Sal·lusti (cònsol)
Sal·lusti o Salusti (en llatí Sallustius o Salustius, en grec, segons diu Suides, Σαλούστιος) va ser prefecte del pretori sota l'emperador Julià l'Apòstata.
Probablement és el mateix Sal·lusti que era cònsol l'any 363. Era pagà, però segons diu Teodoret de Cir va influir en l'emperador, del que era força amic, per mantenir la tolerància amb els cristians.
Probablement aquest Sal·lusti va escriure el tractat Περὶ θεῶν καὶ κόσμου que encara es conserva. Si és així, se'l considera un neoplatonista.